# Daphnusa philippinensis
 Daphnusa philippinensis là một loài bướm đêm thuộc họ Sphingidae. Nó được tìm thấy ở Philippines.